# 캄프토사우루스
캄프토사우루스(Camptosaurus)는 쥐라기 후기에 서식한 초식 공룡의 한 속이다. 학명의 어원은 고대 그리스어의 καμπτοςσαυρος로, ‘유연한 도마뱀’이라는 뜻이다. 몸길이 6~9m, 몸무게 2t으로 북아메리카에서 살았고 가장 주요한 천적은 알로사우루스와 케라토사우루스였다.